# Relaciones Estados Unidos-Moldavia

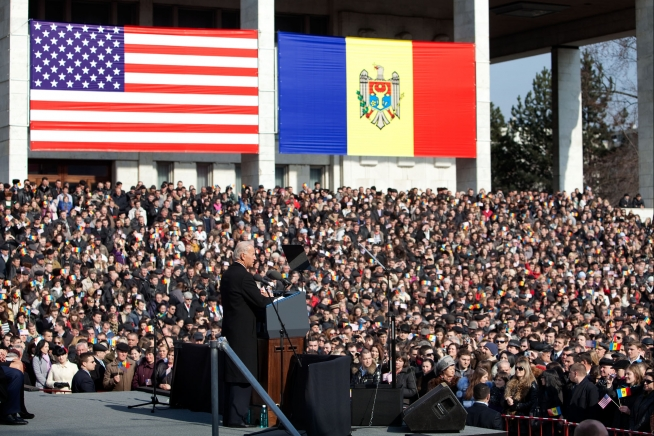
Los saludadores oficiales esperan la llegada del Vicepresidente Joe Biden en Chisináu, marzo de 2011.

Las relaciones Estados Unidos-Moldavia son las relaciones diplomáticas entre Estados Unidos y Moldavia. Según el censo de 2014, hay 37.241 moldavo-estadounidenses que residen en los Estados Unidos.
De acuerdo con el Informe de liderazgo global de EE. UU. de 2012, el 38% de moldavos aprueba el liderazgo de EE. UU.

## Historia
Estados Unidos reconoció la independencia de Moldavia el 25 de diciembre de 1991 y abrió la Embajada de los Estados Unidos en Chişinău, en marzo de 1992. La República de Moldavia abrió la Embajada de Moldavia en Washington D. C. en diciembre de 1993.
Un acuerdo comercial que otorgó tratamiento recíproco a la nación más favorecida arancel entró en vigencia en julio de 1992. En junio se firmó un acuerdo de la Corporación de Inversión Privada en el Extranjero, que alienta la inversión privada de EE. UU. al proporcionar préstamos directos y garantías de préstamos firmado en junio de 1992. Se firmó un tratado de inversión bilateral en abril de 1993. El sistema generalizado de estado de preferencias se otorgó en agosto de 1995, y en noviembre de 1995 estuvo disponible la cobertura Eximbank.
En noviembre de 2006, la Corporación del Desafío del Milenio de los Estados Unidos aprobó el Umbral de $ 24,7 millones de Moldavia para combatir la corrupción empresarial. El MCC también dictaminó que Moldavia es elegible para solicitar asistencia compacta completa y el Gobierno de Moldavia está preparando su propuesta compacta.
El actual Embajador de Estados Unidos en Moldavia, presentó sus credenciales el 2 de noviembre de 2018.

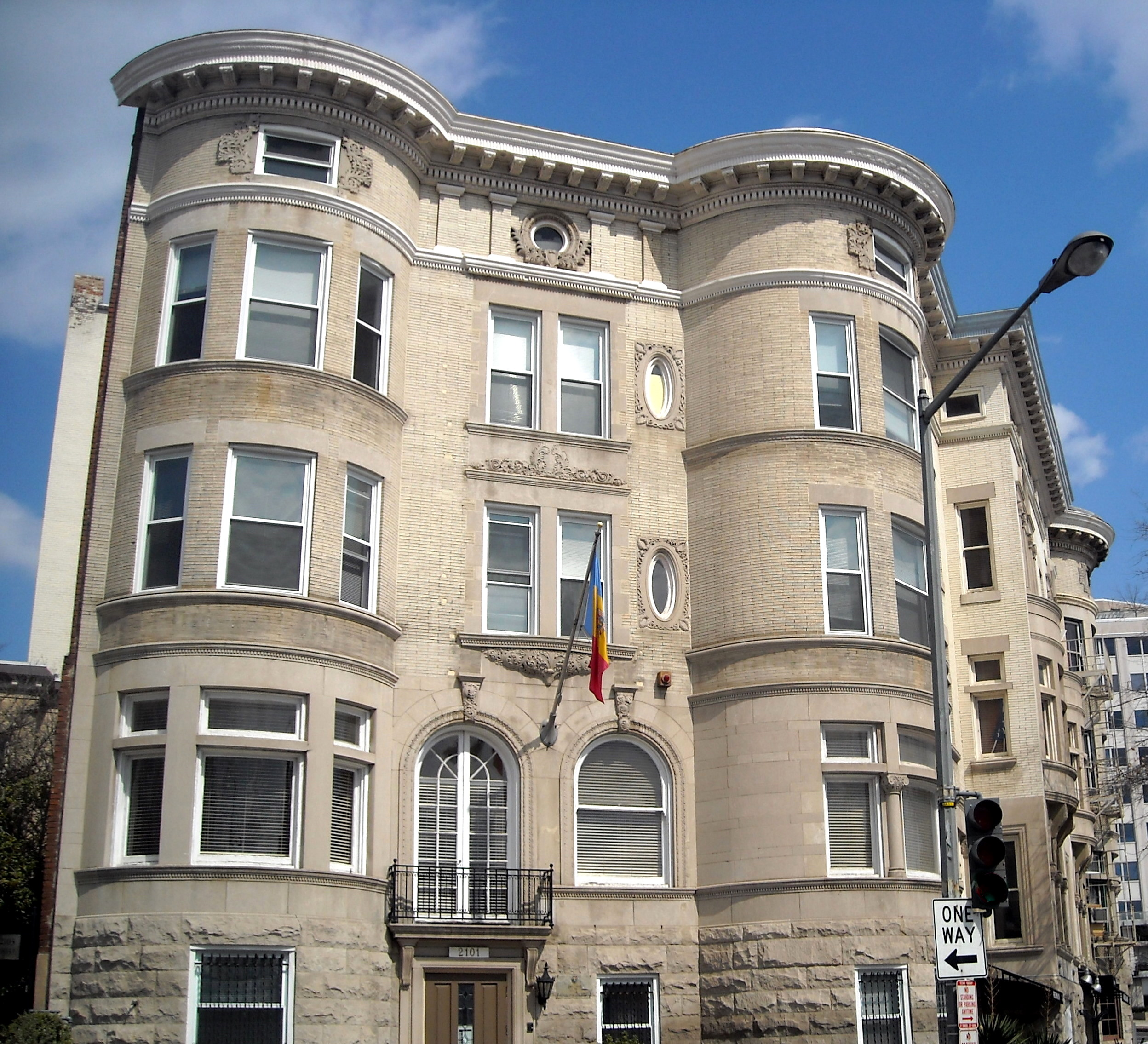
Embajada de Moldavia en Washington D. C.

Los principales funcionarios de la Embajada de los Estados Unidos en Chişinău  incluyen:
- Embajador - Dereck J. Hogan
- Jefe de misión adjunto - Julie Stufft